# Quarante martyrs de Sébaste
Pour les articles homonymes, voir Quarante martyrs.
Les quarante martyrs de Sébaste étaient des soldats de la douzième Légion en garnison à Mélitène en Arménie romaine (Turquie actuelle). Pendant la « persécution de Licinius », ils refusèrent, malgré la souffrance qui leur fut infligée, de renier leur foi chrétienne. C'est pourquoi ils sont devenus des saints chrétiens fêtés le 9 mars.

## Histoire
Ils étaient chrétiens de Cappadoce sous le règne de Constantin Ier (empereur romain) et de Licinius. En 313, le premier empereur décida et publia l'édit de Milan, introduisant la liberté de religion dans l'Empire romain, mais Licinius, qui régnait dans la partie orientale de l'Empire, cessa de la respecter quelques années plus tard. Il a commencé la persécution dans sa zone de pouvoir avant un conflit militaire attendu avec Constantin. Craignant le passage des troupes chrétiennes aux côtés de l'ennemi, il voulut contraindre les soldats de la douzième Légion à sacrifier aux dieux païens, et ainsi à renoncer à leur foi. La tradition chrétienne dit qu'arrêtés en mars 320, ils furent obligés de passer la nuit, nus, sur un étang gelé, en plein hiver à Sébaste (aujourd'hui Sivas).
Saint Basile de Césarée a transmis que quarante soldats stationnés à Mélitène, bien que n'étant pas de la même lignée, mais néanmoins unis par leur double appartenance à la Legio XII Fulminata et à leur foi chrétienne, s'unirent et résistèrent à l'oppression. Certains légionnaires récitaient leurs prières collectivement. À défaut de les lapider , ils ont été exposés au gel sans vêtements jusqu'à ce qu'ils aient gelé à mort, puis leurs corps ont été brûlés près de Sébaste. Le seul des confesseurs qui ne put le supporter est Meletius, qui, après avoir abandonné ses compagnons, se réfugia dans les bains chauds et mourut sur le coup du brusque changement de température. Il n’est pas compté comme martyr. Ensuite, un soldat qui montait la garde nommé Aglaeus (ou Euticus) se converti et rejoint les 39 martyrs, il devient le 40ème.  
Les noms des martyrs sont : Aetius, Eutychius, Cyrion, Theophilus, Sysinnius, Smaragdus, Candidus, Aggia, Gaius, Cudion, Heraclius, John, Philothermon, Gorgonius, Cyril, Severian, Theodulus, Nicallus, Flavius, Xantius, Valerius, Aeschius, Eunoicus, Domitien, Domnus, Elianus, Leontius, dit Theoctistus, Valens, Acacius, Alexander, Vicratius, dit Vibianus, Priscus, Priest, Ecdicius, Athanasius, Lysimachus, Claudius, Ile, Meliton et Euticus ou Aglaeus.

## Vénération

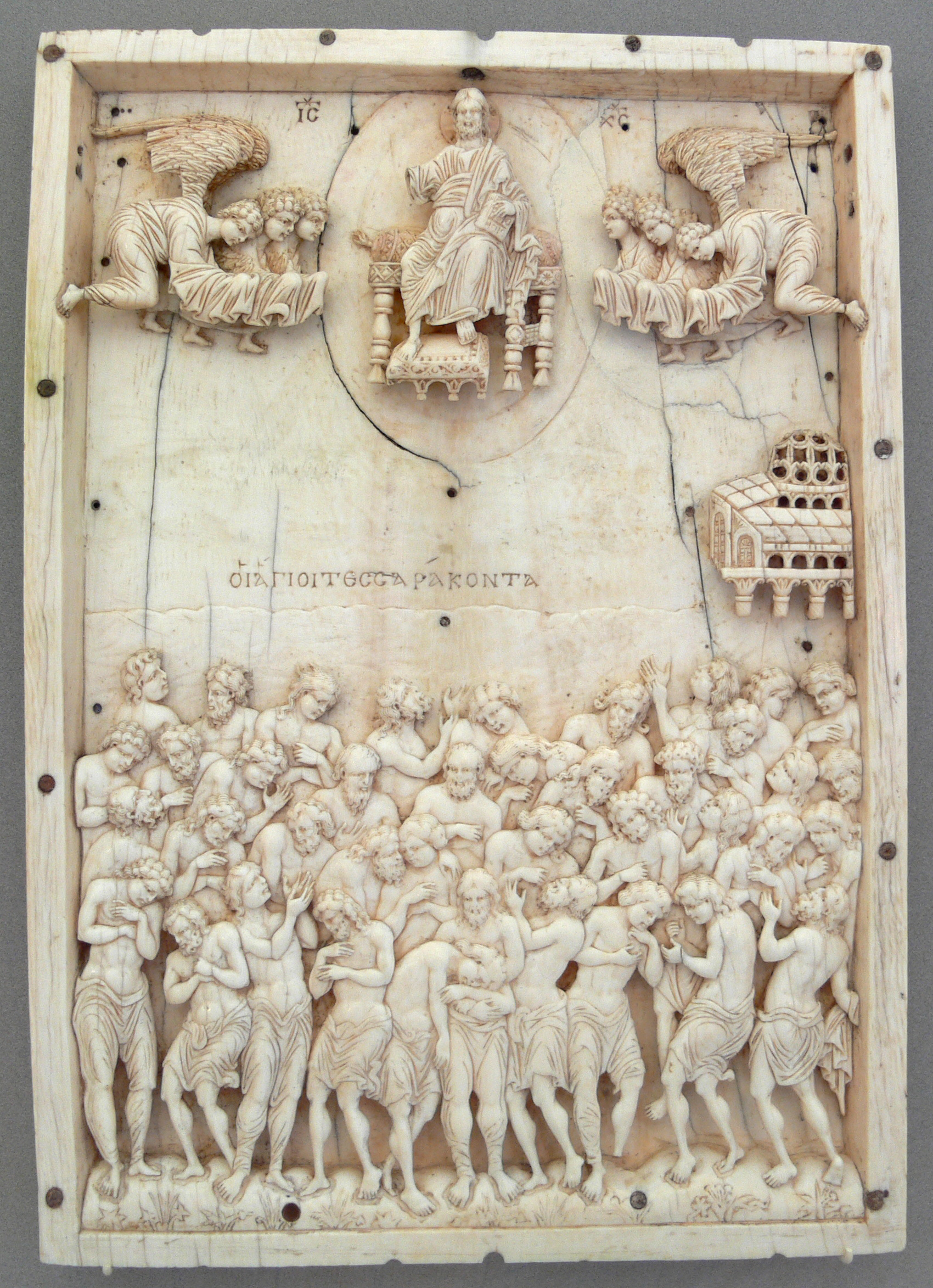
Panneau en ivoire, Constantinople, Xe siècle, musée d'art byzantin (collection Bartoldi), Bode-Museum, Berlin.

Une église fut construite à Césarée, en Cappadoce, et c'est dans cette église que l'évêque Basile prononça publiquement son homélie. Grégoire de Nysse était particulièrement dévoué aux Quarante Martyrs ; deux discours à leur louange, prêchés par lui dans l'église qui leur est dédiée, sont encore conservés et à la mort de ses parents, il les déposa auprès des reliques des confesseurs. Éphrem le Syrien a également fait leur éloge. Sozomen, qui était un témoin oculaire, a laissé un récit intéressant de la découverte des reliques à Constantinople, dans le sanctuaire de saint Thyrse construit par le consul Flavius Caesarius, par l'intermédiaire de l'impératrice  Pulchérie.   
Le plus ancien témoignage écrit de leur martyre est le sermon attribué à saint Basile (BHL 7541). 
Leur culte s'est répandu dans tout l'Orient avant l'ensemble du monde chrétien. Un monastère a été érigé au VIe siècle (Agion Saranta Martyron) en Albanie devenant pendant au moins un millénaire le lieu de pèlerinage le plus important de cette région de la mer Ionienne.   Durant le haut Moyen Âge, le nom du monastère a été transféré à celui de la ville côtière voisine devenant Sarandë en Épire albanaise, du mot grec « Σαράντα » (Saranda) qui signifie « Quarante ». 
Les églises de Sainte-Sophie à Ohrid (aujourd'hui en Macédoine du Nord), et à Kiev (Ukraine), abritent leurs représentations, datables respectivement des XIe et XIIe siècles. En 2013, la fête des saints Quarante martyrs à Štip a été inscrite sur les listes du patrimoine culturel immatériel de l'UNESCO de la Macédoine du Nord.
D'autres bâtiments vont leur être leur dédié : le monastère de Xeropotamou sur le mont Athos, et l'église des Saints-Quarante-Martyrs datée du XIIIe siècle, à Veliko Tarnovo en Bulgarie. En Syrie, la cathédrale arménienne d'Alep, et celle grecque orthodoxe de Homs.

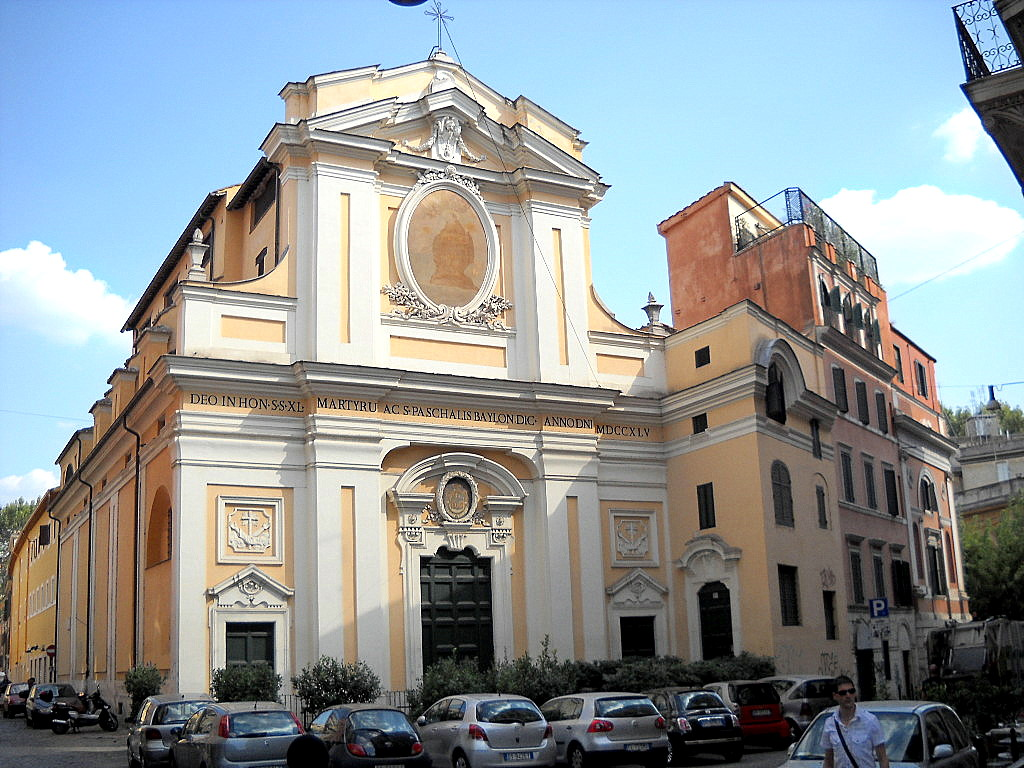
L'église Saints-Quarante-Martyrs et Saint-Pascal-Baylon, Rome.

En Occident, l'évêque Gaudence de Brescia († v. 410), lors d'un voyage en Orient reçut des particules de reliques des martyrs des nièces de saint Basile, et les plaça avec d'autres dans l'autel de la basilique qu'il fit érigée sous le nom de Concilium Sanctorum (l’Assemblée des Saints), à la consécration de laquelle il livra un sermon, toujours existant.  

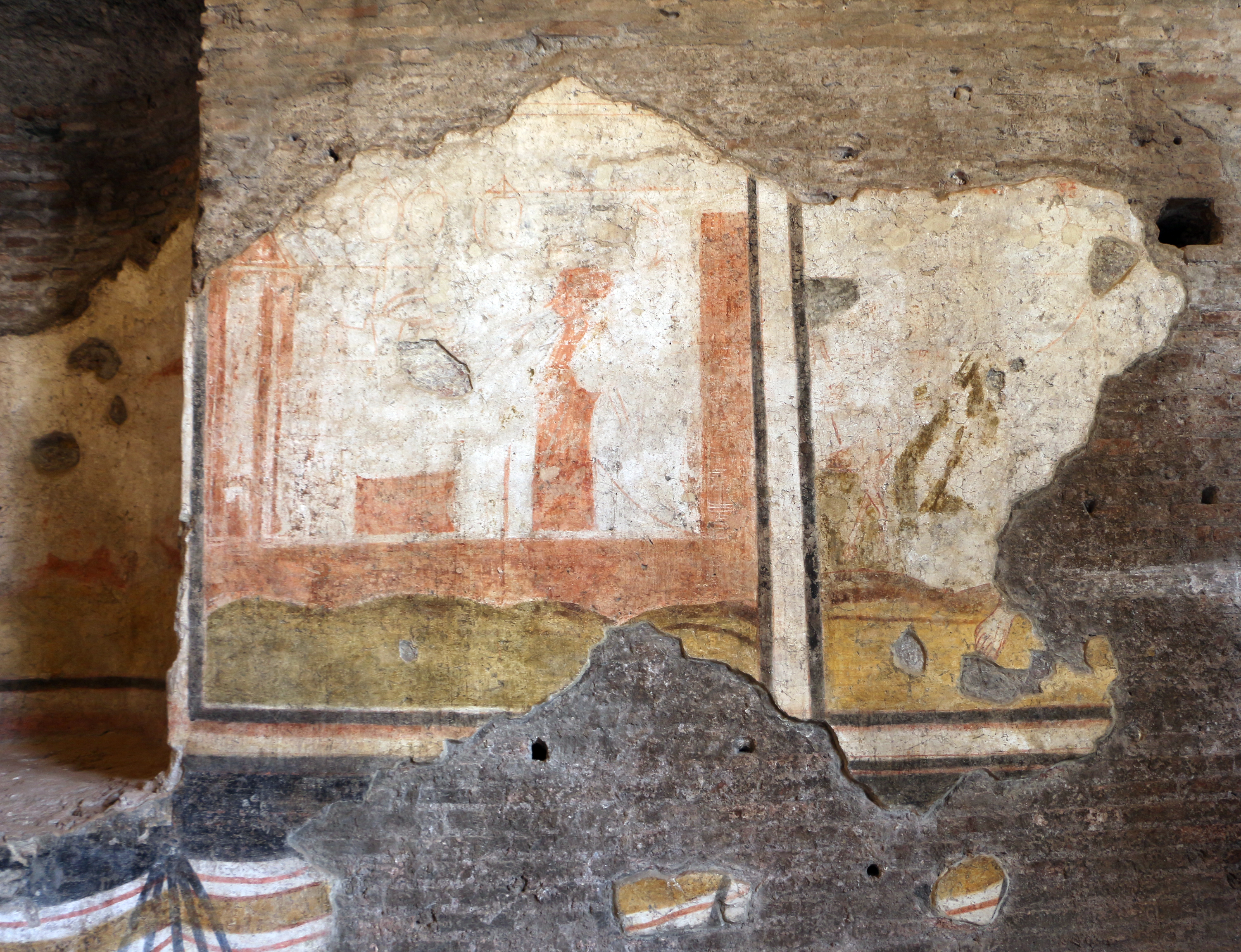
Oratoire des Quarante Martyrs, église Santa Maria Antiqua, Rome.

L'église Santa Maria Antiqua, construite au Ve siècle au forum romain, et devenue un site antique, contient un oratoire consacré aux Quarante Martyrs. Une peinture murale du VIe ou VIIe siècle y dépeint leur supplice. Les noms des confesseurs, tels qu'on les trouve aussi dans des sources ultérieures, y étaient autrefois inscrits. À Rome, il y a aussi l'église Saints-Quarante-Martyrs et Saint-Pascal-Baylon (Santi Quaranta Martiri e San Pasquale Baylon).  
Des actes de ces martyrs, rédigés par la suite, en grec, en syriaque et en latin, subsistent encore, ainsi qu'un  Testament des Quarante Martyrs.